# Aneflomorpha unispinosa
Aneflomorpha unispinosa är en skalbaggsart som beskrevs av Thomas Casey 1912. Aneflomorpha unispinosa ingår i släktet Aneflomorpha och familjen långhorningar. Inga underarter finns listade i Catalogue of Life.